# Anđelko Bilušić
Anđelko Bilušić (Nijemci, 18. lipnja 1931.), hrvatski ekonomski stručnjak, kemičar, makroekonomist športski djelatnik, poliglot, nogometaš, šahist, igrač bridža, znameniti građanin Vinkovaca, jedan od najznačajnijih makroekonomista u Hrvatskoj, stručnjak za međunarodne financije i predavač na poslijediplomskom studiju Ekonomskog fakulteta u Zagrebu, član je Gospodarskog savjeta Hrvatske gospodarske komore, Znanstvenog savjeta Hrvatskog društva ekonomista.  Po struci je bio profesor matematike.

## Životopis
Rođen u Nijemcima. Podrijetlom iz Dalmatinske zagore. Od djetinjstva je u Vinkovcima, u kojima je završio Osnovnu školu i gimnaziju 1950. godine. U Zagrebu je studirao kemiju na Prirodoslovno matematičkom fakultetu.
rije Drugoga svjetskog rata igrao je u subjuniorima Cibalije. Poslije rata bio je jedan od prvih članova seniorske postave vinkovačkog Dinama gdje je igrao desno krilo i desnu spojku s Turdom, Mravuncem, Pfajferom, Peršom, Mađarcem, Jurkovićem i inim ondašnjim istaknutim vinkovačkim nogometašima. Poslije studija zaposlio se u vinkovačkoj tvornici za preradu kože Cibalia, gdje je postao jedan od ključnih ljudi i bio je stručnjakom svjetskog glasa. Ni športska karijera nije prestala nakon zapošljavanja. U nogometu je ostao u vinkovačkom Dinamu gdje je bio tehnički referent, dužnost na koju je izabran na zahtjev igrača sezone 1962/63., pa potpredsjednik kluba, opet “tehniko” te je i 1980-ih bio u klupskom predsjedništvu.
Osim kao nogometaš istakao se i kao šahist, te još više kao organizator šahovskih turnira. Koncem 1940-ih bio je velika nada hrvatskog šaha. Trenirao ga je velemajstor Bora Kostić. 1949. je godine osvojio I. kategoriju što je bio savezni naslov, a sredinom 1960-ih stekao je naslov majstorskog kandidata. Prijatelji i kumovi mu Bertok i Fuderer su uspjeli u šahu, dok se Bilušić otisnuo u gospodarstvo. 
Dugogodišnji prijatelj bivšeg svjetskog prvaka i jednog od najboljeg šahista svih vremena Roberta Fischera, zbog čega je Fischer onda bio gotovo stalni gost međunarodnog velemajstorskog turnira u Vinkovcima, svojedobno ugleda kakav je poslije imao samo bugojanski šahovski turnir. Upoznali su se 1958. godine na turniru u slovenskom Portorožu. Inž. Bilušić je bio toliko blizak prijatelj s Fischerom, s kojim se dopisivao i susretao, da je Fischer kad je boravio u Vinkovcima zahvaljujući Bilušiću postao član nogometne momčadi Bobby and Old Boys koja je igrala s odgovarajućim veteranskim sastavima i bilježila sasvim solidne rezultate. S njima dvojicim još su igrali Gustav Lechner, Tonko Vukušić, Tomislav Ledić,  Ivan Rukavina, Ivan Mandić,  Stjepan Peršić i drugi iz stare garde vinkovačkog Dinama. Nekoliko je godina radio u Indiji u Madrasu u tvornici za preradu kože (Cibalijin pogon pogona za otkup sirove kože koja se izvozi za Vinkovce gdje se prerađuje i plasira na svjetsko tržište) koja je bila izgradnji, gdje je bio direktor. Budući da je bio veliki stručnjak i znalac jezika, bio je veleposlanik svoje vrste. Bio je savjetnik institucija vlade Republike Indije (1979. – 81.). Športska strast nikad ga nije napustila pa unatoč velikim poslovnim obvezama redovito je tjedno slao poruke teleksom u Vinkovce i tražio rezultati svoje momčade i klupske novosti. Početkom 1980-ih se vratio u Hrvatsku. Izabran je za saveznog kapetana jugoslavenske bridž reprezenracije. I tad je ostao uz Cibaliju. Povratkom u Hrvatskoj je doktorirao, a 1981. otišao živjeti i raditi u Zagreb, direktor je tvrtke „International Investment Corporation London“ u Zagrebu.
Pred Domovinski rat došao na glas kao ugledni ekonomist. Poslije rata bio je savjetnik predsjedniku vlade. Sukobio se sa svim vladajućim političkim garniturama. Prepoznao je nezakonitosti i prvi je u neovisnoj Hrvatskoj osuđen za verbalni delikt, jer se usudio komentirati nepravomoćnu presudu u slučaju jedne banke.
Predsjednik je Hrvatskog bridge saveza, član Hrvatskog olimpijskog odbora i Središnjeg odbora Hrvatskog vijeća europskog pokreta. Bio je izbornik hrvatske bridge reprezentacije.

## Djela
Djela su mu:
- Novi koncept „Quarter Stagger“ teorije (1979./80.)
- Čovjek, kapital i elementi suvremenog poduzetništva (1980.)
- Tri „D“ model pretvorbe i privatizacije (1993.)